# Stuart (Floryda)
Stuart – miasto w Stanach Zjednoczonych, w stanie Floryda, siedziba administracyjna hrabstwa Martin.